# Église Saint-Hippolyte de Monestiés
Pour les articles homonymes, voir Église Saint-Hippolyte.
L'église Saint-Hippolyte de Monestiés est un édifice religieux catholique à Monestiés dans le département du Tarn en France. Elle est inscrite monument historique depuis le 13 juillet 1927.

## Historique
L'église a été construite comme chapelle du château de Saint-Hippolyte de Monestiés. Elle est donc incluse dans les anciens remparts de la fortification. Acquise par la commune, elle est devenue église paroissiale.
Le clocher a été restauré à l'identique dans les années 1990 après que la foudre ait fortement endommagé ce dernier.

## Description

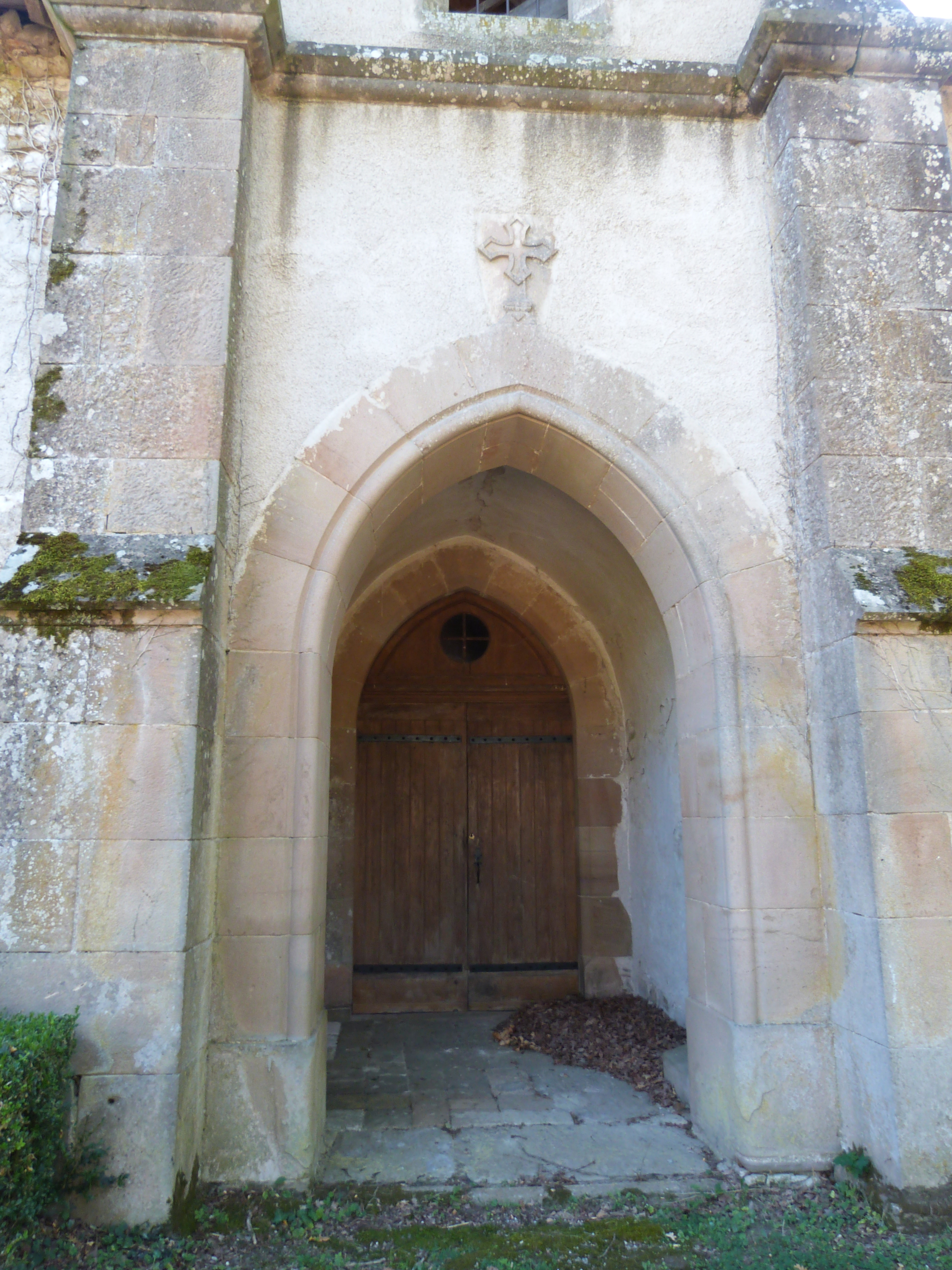
Porche d'entrée.

Les murs semblent être d'origine, seules les encadrement des ouvertures ayant fait l'objet de retouches. Sur le mur extérieur, presque aveugle, seules deux archères apparaissent. 
L'intérieur est voûté en croisée d'ogive dans le plus pur style gothique. Elle abrite des objets de grande valeur dont un tabernacle daté de 1681. Il viendrait du proche château de Combefa qui fut la résidence d'été des évêques d'Albi. Des statues polychromes, un retable et des toiles complètent la collection.